# Gill (cràter marcià)
|  | Per a altres significats, vegeu «Gill (cràter)». |

Gill és un cràter d'impacte situat en el quadrangle Aràbia de Mart, localitzat en les coordenades 15.9°N de latitud i 354.6°W de longitud. Té 83 km de diàmetre i va rebre el seu nom en honor de l'astrònom escocès David Gill, nom aprovat per la Unió Astronòmica Internacional (UAI) en 1973 (Grup de Treball per a la Nomenclatura del Sistema Planetari WGPSN).

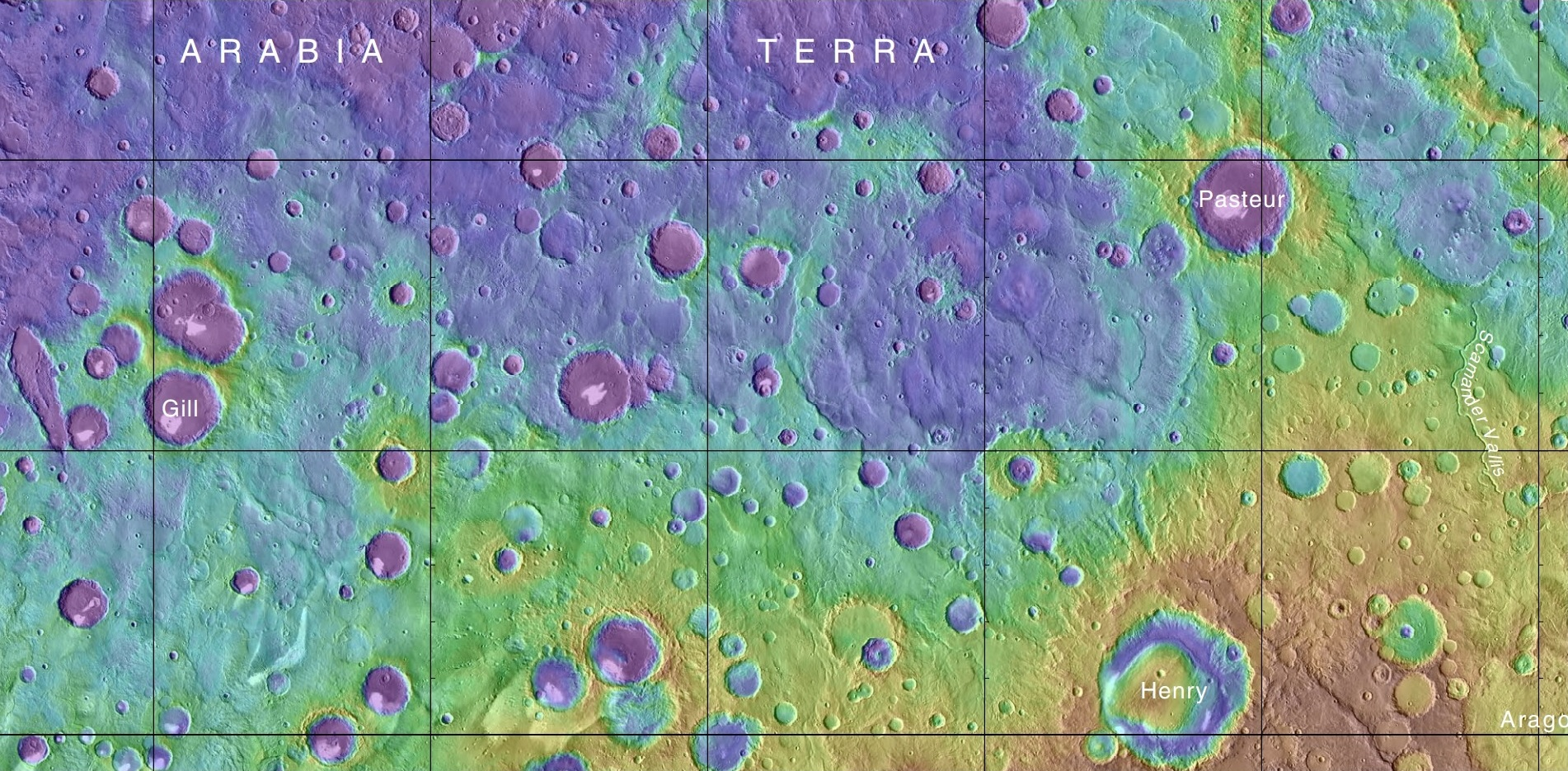
Mapa MOLA, mostrant el cràter Gill (a l'esquerra) i altres cràters propers

.